# Lilla Litauen

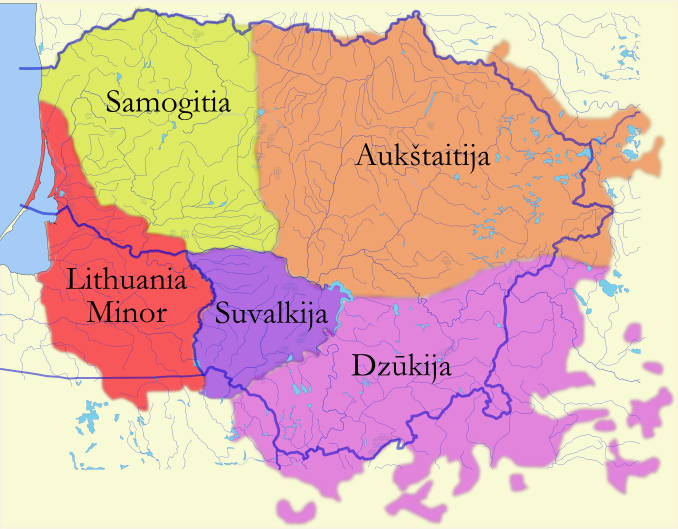
Det röda området på karta markerar Lilla Litauens läge.

Lilla Litauen (även Lill-Litauen, ty. Kleinlitauen) eller Preussiska Litauen var förr benämningen för det område som i Tyska riket benämndes Ostpreussen. I trängre mening användes benämningen Lilla Litauen eller bara Litauen om det ostpreussiska distriktet Gumbinnen öster om Goldap.
Sistnämnda område ligger numera i den ryska exklaven Kaliningrad.
Lilla Litauen (Mažoji Lietuva) är också i dag en benämning på en av Litauens fem etnokulturella regioner.